# Mbikou
Mbikou est une localité du Tchad.
Elle est le chef-lieu d'une des cinq sous-préfectures du département de la Nya.